# Jeziory Małe (wieś)
Jeziory Małe – wieś w Polsce położona w województwie wielkopolskim, w powiecie średzkim, w gminie Zaniemyśl.
Od 1 sierpnia 2019 roku wieś posiada bezpośrednie połączenie autobusowe z Poznaniem – linie nr 560 i 561 obsługiwane przez Kombus na zlecenie Zarządu Transportu Miejskiego w Poznaniu.
| SIMC    | Nazwa           | Rodzaj                 |
| ------- | --------------- | ---------------------- |
| 0598380 | Doliwiec Leśny  | część wsi (do 2023 r.) |
| 0598397 | Jeziorskie Huby | część wsi              |

W latach 1975–1998 miejscowość administracyjnie należała do województwa poznańskiego.